# خاطرة (هواية جمع الطوابع)

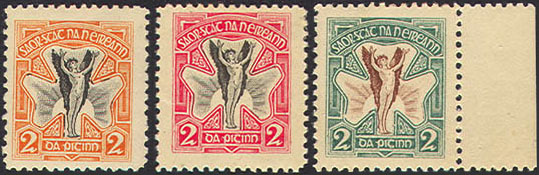
ثلاثة خواطر أيرلندية ثنائية اللون صدرت عام 1922 طبعتها شركة هيلي المحدودة.

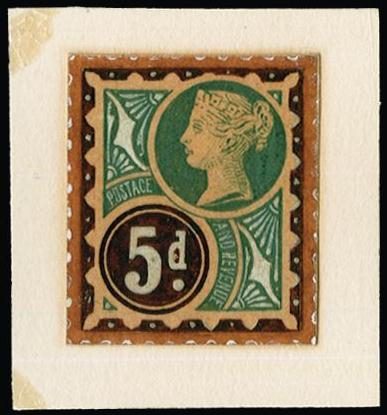
خاطرة عن طابع بريدي بريطاني يُعتقد أنها صدرت في عام 1887 بمناسبة اليوبيل.

في علم الطوابع الخاطرة أو العينة هو تصميم لطابع بريدي مقترح قدم إلى السلطات البريدية للنظر فيه ولكن لم يستخدم أو استخدم بعد إجراء التعديلات عليه. وعلى النقيض من ذلك فإن الإثبات هو طباعة تجريبية لطابع مقبول. كما قد يشير إلى تصميم بنفس شكل الطابع أو انطباع فني مُكبّر عن شكل الطابع البريدي الصادر. وقد تكون الخاطرة قريبة جدًا من التصميم الصادر أو قد لا تكون مرتبطة به إطلاقًا.
تعتبر الخواطر والبروفز نادرة حيث عادة ما ينتج عدد قليل منها فقط. مع أن الخواطر مخصصة للاستخدام الداخلي من قبل المطابع والهيئات الرسمية إلا أنها تجد طريقها أحيانًا إلى سوق الطوابع. والخاطرة بطبيعة الحال ليست طوابع بريدية لأنها تفتقر إلى جزء من التصميم أو عملية الإنتاج التي تتميز بها طوابع البريد.

## روابط خارجية
- الاتحاد الأنجلو فرنسي نسخة محفوظة 2008-07-05 على موقع واي باك مشين. متحف وأرشيف البريد البريطاني
- مقال عن طابع بريد إدوارد الثامن، الجمعية الملكية الكندية لهواة جمع الطوابع
- مقال عن الطابع البريدي المنقوش المقدم بعد عام ١٨٣٩ من قبل تشارلز وايتنج، نسخة محفوظة 2010-04-30 على موقع واي باك مشين. متحف وأرشيف البريد البريطاني
- ذكريات الماضي: المقالات، تصميمات الطوابع التي نشرت أيضًا في مجلة Collectors Weekly
- طوابع جورج السادس - متحف البريد البريطاني والأرشيف
- مقالة مزيفة عن نيوفاوندلاند
- مقتطفات من سويسرا من مجلة Essay Proof Journal 1945–1961